# Erling Bager
Erling Leif Algot Bager, född Carlsson 4 mars 1946 i Styrsö församling i Göteborgs och Bohus län, är en svensk ingenjör och politiker (folkpartist).
Erling Bager, som är son till en tulltjänsteman, avlade ingenjörsexamen 1968 och arbetade därefter vid bland annat AGA Cryo 1971–1976 och Ringhals kärnkraftverk 1978–1985. Han var ledamot i Göteborgs kommunfullmäktige 1979–1984 och var också ordförande för Folkpartiets Göteborgsavdelning 1993–1995.
Han var riksdagsersättare för Göteborgs kommuns valkrets 1981–1982 och en kortare tid 1984[källa behövs], samt ordinarie riksdagsledamot för samma valkrets 1985–1998 och 2002–2006. I riksdagen var han bland annat ledamot i bostadsutskottet 1985–1998 och i trafikutskottet 2002–2006. Han var även ordförande i riksdagens kristna grupp 1994–1998. Han var främst engagerad i kommunikationsfrågor.